# Овчаровка (Черниговская область)
Овчаровка (укр. Овчарівка; с 1930 по 2016 г. Червоный Маяк) — село в Менском районе Черниговской области Украины. Население 48 человек. Занимает площадь 0,3 км².
Код КОАТУУ: 7423085004. Почтовый индекс: 15655. Телефонный код: +380 4644.

## Власть
Орган местного самоуправления — Куковичский сельский совет. Почтовый адрес: 15655, Черниговская обл., Менский р-н, с. Куковичи, ул. Ленина, 36.